# 13053 Bertrandrussell
13053 Bertrandrussell eller 1990 SQ8 är en asteroid i huvudbältet som upptäcktes den 22 september 1990 av den belgiske astronomen Eric W. Elst vid La Silla-observatoriet. Den är uppkallad efter nobelpristagaren Bertrand Russell.